# Konferenz von Lausanne (1932)
Auf der Konferenz von Lausanne zwischen Deutschland, Großbritannien und Frankreich wollte die deutsche Regierung unter Franz von Papen 1932 das Ende der durch den Versailler Vertrag auferlegten Reparationen nach dem Ersten Weltkrieg erreichen. Die Konferenz fand vom 16. Juni bis zum 9. Juli 1932 in Lausanne in der Schweiz statt.

## Vorgeschichte
Nach dem Zusammenbruch des deutschen Bankensystems 1931 und dem Inkrafttreten des einjährigen Hoover-Moratoriums am 6. Juli 1931 kamen verschiedene Sachverständigenkommissionen zu dem Schluss, dass Deutschland auch nach dem Ablauf des Moratoriums nicht in der Lage sein würde, seine Reparationszahlungen gemäß dem Young-Plan wieder aufzunehmen. Dies wurde auch im Abschlussbericht des auf deutschen Antrag zusammengetretenen Beratenden Sonderausschusses der Bank für Internationalen Zahlungsausgleich vom Dezember 1931 bestätigt, der die Einberufung einer neuen Reparationskonferenz empfahl. Der Beginn der Konferenz im schweizerischen Lausanne war ursprünglich für den 18. Januar 1932 angesetzt, wurde dann aber auf den Juni verschoben. Kurz vor ihrer Eröffnung musste das unpopuläre Kabinett Brüning II Ende Mai 1932 demissionieren, so dass der neue Reichskanzler Franz von Papen nach Lausanne fuhr.

## Verhandlungen
Die französische Regierung beharrte bei den Verhandlungen auf ihrem Standpunkt, dass der Young-Plan nur durch Zahlung einer Restsumme abgelöst werden könne. Deutsche Vorschläge, die völlige Beendigung der Reparationen durch eine gleichzeitige engere politische Bindung an Frankreich für dieses annehmbar zu machen, wurden abgelehnt.
Die deutsche Delegation strebte in Kontinuität zur bisherigen Politik Brünings die ersatzlose Streichung jeglicher weiterer Reparationszahlungen an. Die anwesenden Wirtschaftsminister Warmbold und Finanzminister Schwerin-Krosigk vertraten die vor allem auch in der britischen Finanzwelt vertretene Position, dass die bisher geleisteten Reparationen, Zahlungen der interalliierten Kriegsschulden und damit verbundenen Kredite ursächlich für den weltweiten Finanz- und Wirtschaftskollaps wären und jede weitere Vermehrung solch unproduktiven, nicht für Investitionen verwendeten Geldes die Krise nur noch verschlimmern würde.
Im Gegenzug bot man eine wirtschaftspolitische, auch finanzielle Beteiligung an einem europäischen Aufbauprogramm an. Solche Zahlungen schienen vertretbar, da auch Deutschland von der erhofften, allgemeinen Verbesserung der europäischen Wirtschaft profitieren würde. In den von der ablehnenden französischen Haltung bestimmten Verhandlungen bot die deutsche Delegation unter dem eher frankophilen Franz von Papen sogar eine deutsch-französische Zollunion mit gewissen Bevorzugungen Frankreichs (z. B. Weinzoll) an.
Als weitere politische Gegenleistung wurde der Entwurf eines Konsultativ-Paktes der europäischen Großmächte Frankreich, Großbritannien, Italien und Deutschland vorgelegt, der das Deutsche Reich enger an die Westalliierten in Außen- und Sicherheitspolitik (Genfer Abrüstungskonferenz) binden sollte und weitgehend dem 1933 von Mussolini betriebenen Viererpakt entsprach. In den deutsch-französischen Gesprächen wurde gar eine deutsch-französische Militär-Entente mit unter anderem regelmäßigen, gemeinsamen Generalstabsbesprechungen angeboten.
Der deutschen Delegation kam es aus innenpolitischen Gründen besonders auch auf die formelle Streichung von Reparationen und Young-Plan an. Aus ebenso politischen Gründen bestand die französische Delegation unter Regierungschef Édouard Herriot auf einer solchen, formellen Verbindung.
Erst als unter diesem Gegensatz die Konferenz nach zwei Wochen zu scheitern drohte, brachte der Konferenz-Präsident, der britische Premierminister Ramsay MacDonald, die Frage auf, unter welchen politischen Konditionen Deutschland einer Reparations-Abschlusszahlung zustimmen würde. Erst jetzt kamen Streichung des Kriegsschuldartikels sowie Ersatz der militärischen Bestimmungen des Versailler Vertrages (Teil V des Vertrages) durch die auf der Genfer Abrüstungskonferenz verhandelte Konvention mit deutscher Gleichberechtigung auf die Lausanner Agenda.
Am 5. Juli lag nach zähen Verhandlungen der Westmächte untereinander eine Lösung vor, die für eine Abschlusszahlung von vier Milliarden Reichsmark nicht nur die Beendigung aller Reparationen einschließlich des Young-Planes umfasste, sondern auch den obengenannten Konsultativ-Pakt, die Streichung des Kriegsschuld-Artikels 231 des Versailler Vertrages, eine Erklärung der Feststellung der „moralischen Gleichberechtigung“ des Deutschen Reiches auf der Genfer Abrüstungskonferenz und zu einer gemeinsamen, europaweiten Währungspolitik.
Da überspannte die konservative deutsche Regierung den Bogen mit noch umfassenderen und spezielleren Formulierungswünschen im politischen Bereich sowie dem Gegenangebot von nur 2,6 Milliarden Reichsmark. Am 7. Juli wies Herriot enttäuscht jegliche Einbeziehung politischer Fragen in die Lausanner Konferenz entschieden zurück und nach aufreibenden Verhandlungen noch am selben Tag kam das bekannte, am 9. Juli bekannt gegebene Ergebnis zu Stande.

## Ergebnis und Folgen

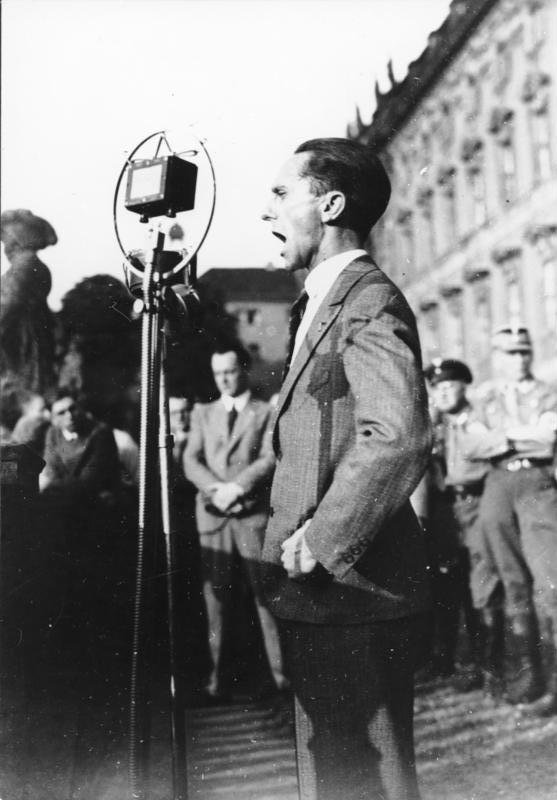
Joseph Goebbels im Juli 1932 bei einer Rede gegen das Ergebnis der Lausanner Reparationskonferenz

In dem Vertrag wurde die Weimarer Republik zu einer Restzahlung von drei Milliarden Goldmark verpflichtet, zahlbar in fünfprozentigen Obligationen an die Bank für Internationalen Zahlungsausgleich in Basel. Die Obligationen waren frühestens nach Ablauf von drei Jahren einlösbar, der Zinsertrag fiel den Gläubigermächten zu. Die Rückzahlungsverpflichtung für die aus Krediten zur Bedienung der Reparationsverpflichtungen gemäß dem Dawes-Plan und dem Young-Plan resultierenden deutschen Schulden blieb davon unberührt.
Das Deutsche Reich übergab der Bank für Internationalen Zahlungsausgleich in Basel Schuldverschreibungen, die innerhalb von 15 Jahren als Anleihe auf den Markt gebracht werden oder, falls das nicht gelinge, vernichtet werden sollten.
Die rechtsextreme Opposition in Deutschland – Deutschnationale und Nationalsozialisten – lehnte den Vertrag von Lausanne als unzureichend ab, da er die erwartete Streichung des Kriegsschuldartikels und der Abrüstungsbestimmungen aus dem Versailler Vertrag nicht enthielt.
Der Lausanner Vertrag sollte erst in Kraft treten, sobald eine entsprechende Übereinkunft mit den USA über die interalliierten Kriegsschulden zustande gekommen wäre. Er wurde aufgrund des Ausbleibens einer solchen Regelung von keinem der beteiligten Staaten ratifiziert und wurde daher nie rechtswirksam. Dennoch bedeutete er faktisch das Ende der Reparationsfrage. Die deutschen Schuldverschreibungen wurden 1948 in Basel feierlich verbrannt.